# Droga wojewódzka 752
Die Droga wojewódzka 752 (DW 752) ist eine 27 Kilometer lange Droga wojewódzka (Woiwodschaftsstraße) in der polnischen Woiwodschaft Heiligkreuz, die Górno mit Rzepin-Kolonia verbindet. Die Strecke liegt im Powiat Kielecki und im Powiat Starachowicki.

## Streckenverlauf
Woiwodschaft Heiligkreuz, Powiat Kielecki
-  Górno (DK 74)
- Krajno-Parcele
- Pogorzele
- Święta Katarzyna
- Podgórze
-  Bodzentyn (DW 751)

Woiwodschaft Heiligkreuz, Powiat Starachowicki
- Tarczek
- Stare Szerzawye
-  Rzepin-Kolonia (DW 756)